# حسن طلایی مغانجوقی
حسن طلایی مغانجوقی (زاده ۱۳۲۸ – درگذشته ۱۵ مهر ۱۳۹۹) باستان‌شناس ایرانی، عضو بازنشسته هیئت علمی دانشکده ادبیات و علوم انسانی دانشگاه تهران و رئیس سابق مؤسسه باستان‌شناسی دانشگاه تهران بود.
حسن طلایی مغانجوقی، کارشناسی باستان‌شناسی را در دانشگاه تهران و تحصیلات تکمیلی خود را در دانشگاه منچستر در سال ۱۳۶۳ با رساله‌ای تحت عنوان "عصر آهن ایران بر اساس یافته‌های باستان‌شناسی محوطه باستانی هفتوان تپه در شمال غرب ایران " گذرانده بود.

## سوابق علمی و اجرایی
- استاد تمام گروه باستان‌شناسی دانشکده ادبیات و علوم انسانی دانشگاه تهران (تا ۱۳۹۸)
- سرپرست مؤسسه باستان‌شناسی دانشگاه تهران (۱۳۷۸)
- سرپرست مؤسسه باستان‌شناسی دانشگاه تهران (۱۳۷۴)
- استادیار دانشگاه تهران (۱۳۷۱)
- استادیار دانشگاه تبریز (۱۳۷۰)
- کارشناس مرکز باستان‌شناسی ایران (۱۳۵۴)[۲]

## تألیفات
- طلایی دارای بیش از نه مورد مقاله چاپ شده در مجلات خارجی
- بیش از هفت مورد مقاله ارائه شده در همایشها
- بیش از نه مورد سخنرانی‌ها در کنگره‌های داخلی و خارجی
- ده مورد طرحهای تحقیقاتی به پایان رسیده:
  - مطالعه بررسی و معرفی اشیاء فلزی سرخدم لری
  - تحلیل ساختار نقوش سفالهای چشمه علی وسیلک III
  - ساخت معبد منقوش زاغه (محل اجرا مؤسسه باستان‌شناسی)
  - بانک سفال ایران (طرح ملی) محل اجرا مؤسسه باستان‌شناسی
- تألیفات:
  - باستان‌شناسی و هنر ایران در هزاره اول ق. م
  - عصر مفرغ ایران
  - هشت هزار سال سفال ایران
  - عصر آهن ایران
  - مس سنگی ایران
  - شناخت مهر و تابلت از آغاز تا صدر اسلام[۲]